# Die Küste der Ganoven
Die Küste der Barbaren (Originaltitel: Barbary Coast) ist eine US-amerikanische Western-Fernsehserie, von der zwischen 1975 und 1976 13 Folgen zu je 45 Minuten sowie ein 90-minütiger Pilotfilm unter der Regie von Bill Bixby entstanden. In Deutschland zeigte das ZDF 1978 sechs Folgen in nicht chronologischer Reihenfolge, 1990 wurde die Serie auf ProSieben komplett ausgestrahlt.

## Handlung
Im historischen San Francisco des 19. Jahrhunderts herrschen durch umherziehenden Goldgräber, Abenteurer und Revolverhelden noch raue Sitten.
Der Geheimagent Jeff Cable arbeitet im Auftrag des Gouverneurs von Kalifornien, um diverse Betrüger im Vergnügungsviertel zu bekämpfen und gestohlene Gegenstände wiederzubeschaffen. Hierzu schlüpft er in verschiedene Rollen und nutzt diverse Verkleidungen. Ihm zur Seite steht sein alter Freund, der Spieler und Saloonbesitzer Cash Conover, der von Cable stets unfreiwillig mit eingespannt wird.

## Pilotfilm
Von dem Pilotfilm existiert bis heute keine deutsche Synchronisation. Auf der 2015 in Deutschland erschienenen DVD-Box ist die amerikanische Originalversion stattdessen mit deutschen Untertiteln versehen. Die Rolle des Cash Conover wird abweichend zur Serie von Dennis Cole gespielt.

## Episodenliste
| Nr. | Deutscher Titel            | Originaltitel               | Erstausstrahlung USA | Deutschsprachige Erstausstrahlung (D) | Regie               | Drehbuch                                                   |
| --- | -------------------------- | --------------------------- | -------------------- | ------------------------------------- | ------------------- | ---------------------------------------------------------- |
| 0   | —                          | The Barbary Coast           | 4. Mai 1975          | —                                     | Bill Bixby          | Douglas Heyes                                              |
| 1   | Poker, Blüten und Gannoven | Funny Money                 | 8. Aug. 1975         | 14. Feb. 1990                         | Don Weis            | Douglas Heyes                                              |
| 2   | Die chinesische Katze      | Crazy Cats                  | 15. Sep. 1975        | 5. Aug. 1978                          | Don Weis            | Harold Livingston                                          |
| 3   | Ganz wie Jesse James       | Jesse Who?                  | 29. Sep. 1975        | 21. Feb. 1990                         | Bill Bixby          | Howard Berk                                                |
| 4   | Der Schatz von Redwing     | The Ballad of Redwing Jail  | 29. Okt. 1975        | 23. Sep. 1978                         | John Florea         | William D. Gordon & James Doherty Idee: Douglas Heyes      |
| 5   | Waffen für die Königin     | Guns for a Queen            | 6. Okt. 1975         | 28. Feb. 1990                         | Don McDougall       | William Putman Idee: Douglas Heyes                         |
| 6   | Irische Begrüßung          | Irish Coffee                | 13. Okt. 1975        | 19. Aug. 1978                         | Alexander Grasshoff | Harold Livingston                                          |
| 7   | Das kleine grüne Notizbuch | Sauce for the Goose         | 20. Okt. 1975        | 18. Mai 1990                          | Don McDougall       | Stephen Lord Idee: Michael Lynn & George Reed              |
| 8   | Die Geldschrank Knacker    | An Iron-Clad Plan           | 31. Okt. 1975        | 17. Mai 1990                          | Herb Wallerstein    | L. Ford Neale & John Huff Idee: George Reed & Michael Lynn |
| 9   | Doktor Neptun              | Arson and Old Lace          | 14. Nov. 1975        | 26. Aug. 1978                         | Alexander Grasshoff | Max Hodge                                                  |
| 10  | Haie fressen Haie          | Sharks Eat Sharks           | 21. Nov. 1975        | 2. Sep. 1978                          | Bruce Bilson        | James L. Henderson                                         |
| 11  | Ein Galgen und kein Mörder | That Day Cable Was Hanged   | 26. Dez. 1975        | 21. Mai 1990                          | Alexander Grasshoff | Stephen Lord Idee: Howard Rayfield & Kellam de Forest      |
| 12  | Die Karten auf den Tisch   | Mary Had More Than a Little | 2. Jan. 1976         | 9. Sep. 1978                          | Herb Wallerstein    | Winston Miller                                             |
| 13  | Für eine Tonne Gold        | The Dawson Marker           | 9. Jan. 1976         | 22. Mai 1990                          | Alexander Grasshoff | William D. Gordon & James Doherty                          |